# Purworejo (Pasir Sakti)
Purworejo is een bestuurslaag in het regentschap Lampung Timur van de provincie Lampung, Indonesië. Purworejo telt 3081 inwoners (volkstelling 2010).